# 인벤테라
주식회사 인벤테라(영어: Inventera)는 대한민국의 제약 기업이다.

## 역사
2018년 11월에 설립되었으며 , 자기공명영상 조영제 신약 개발을 전문으로 한다.
2021년 3월 국제 학술지 '네이처 바이오메디컬 엔지니어링'에 게재되었으며, 한국, 미국, 유럽, 일본, 중국 등 주요 시장에 특허 등록을 마쳤다. 주요 파이프라인으로는 근골격계 특화 조영제 신약 'INV-002 (제품명: NEMO-103주)'와 림프혈관계 조영제 신약 'INV-001' 등이 있다.
2024년 3월에는 동국생명과학과 완제의약품 상업생산 및 국내외 영업/마케팅을 위한 독점판매 계약을 체결했으며 , 2025년 1월에는 LG화학과 원료의약품 생산 계약을 체결했다. 2025년 하반기 코스닥 시장 상장을 목표로 하고 있으며, 2024년 3월 NH투자증권과 유진투자증권을 상장 주관사로 선정했다. 2025년 4월에는 코스닥 기술특례상장을 위한 기술성 평가를 통과했다. 2025년 7월 17일 코스닥 상장을 위한 예비심사를 청구했다.